# とんでも戦士ムテキング
『とんでも戦士ムテキング』（とんでもせんしムテキング、英語表記：Muteking The Dashing Warrior）は、1980年9月7日から1981年9月27日にかけてフジテレビ系で放送されたタツノコプロ製作のテレビアニメ。全56話。
2021年秋に『MUTEKING THE Dancing HERO』のタイトルでリメイク版が放送。

## 概要
タツノコプロ制作によるヒーローギャグアニメ。原色を派手に使った「ナウい」コスチュームが特徴的。主人公は地球を侵略する宇宙人の一味「クロダコブラザーズ」と、最初は動物・昆虫型メカで戦い、戦闘が佳境に入ったところで、善玉宇宙人の超能力でヒーローに変身して敵メカを倒す。
アメリカンコミックの要素が多々見受けられ、特に舞台がアメリカ西海岸のサンフランシスコのもじりと思しき都市「ヨンフランシスコ」である前半はそれが顕著だった。33話以降は、東京の下町が舞台となりいくらかトーンダウンしたものの、陽気なアメリカンコメディーの要素は健在だった。
フジテレビ系日曜日18時台前半におけるタツノコ作品は『ハクション大魔王』以来、『科学忍者隊ガッチャマンII』までは原則として10月開始・翌年もしくは翌々年9月終了としていたが、本作は、前番組である『科学忍者隊ガッチャマンF』が予定よりも1か月短縮した1980年8月31日に終了したため、番組改編期ではない1980年9月7日からの放送となり、1年1か月という放送となった。

## あらすじ
ある夜、ヨンフランシスコに2つの流れ星が落ちてきた。遊木研究所に落ちてきた一つの星は、悪者を追いかけて来たタコベーダーの保安官代行・タコローであった。未知との遭遇に興奮する父を尻目に、息子・リンはすぐに友達となる。
一方その悪者グループであるタコベーダー・クロダコブラザーズは無人のお化け屋敷をアジトに早速地球征服計画を開始。
タコローの吐く、浴びた人間をヒーローにする不思議なスミを浴びたリンはローラー戦士・ムテキングへと変身し、クロダコブラザーズの起こす珍騒動に立ち向かう。

## 登場人物

### ムテキング
遊木 リン（ゆうき リン）/ムテキング
声 - 井上和彦
小学生の男子。勉強は苦手だが遊びは好き。平凡で常識的な性格。ローラースケートが得意で、ヘッドホンを掛けウォークマンを首からぶらさげている。タコローが口から放つ変身光線を浴びてムテキングに変身する。変身後は肉体も精神もたくましくなり、アメコミヒーローのごときパワフルさを身につける。また、特技のローラースケートも戦いに活かされている。なお、声を担当した井上和彦はインタビューで「リンがムテキングに変身したとき、自分の身長が20センチほども高くなったように感じる」と答えている。
タコロー
声 - 有崎由見子
タコ星から逃走したクロダコブラザーズを追って地球にやってきた保安官代理（執行官）。体はピンク色で、眼鏡をかけ、星柄のヘルメットとポンチョを常に着用している。人間を変身させる能力があり、リンをムテキングに変身させる（変身させるときのタコローの掛け声は「ムテキンチェンジ」）。性格は子供っぽいところがある様でリンに窘められる事もあるが、正義感はタコ一倍（?）強く、31話ではタコミを更生させるべく奮闘する姿が見られた。また、自身の混乱によるミスでサユリにムテキンチェンジを行って、「ムテクイーン」に変身させてしまった事もある（14話）。また極端に美女に弱く、すぐにデレデレして後を追い回す悪癖を持っており、それによる姦計に引っかかる事も多々ある。最終話でタコ星へ帰る途上、地球駐在官任命の辞令を受けてホットケソーサーと共に地球へUターンし、リンたち遊木一家との再会を果たす。

### 支援メカ
ホットケソーサー
声 - 加藤治
タコローと共にやってきた時計型の宇宙船。自意識を持ち、英語混じりの日本語で話す。クロダコブラザーズたちの計略でタコローと喧嘩したこともあるが、普段はタコローを励ますことが多い。
リンとタコローのピンチにはいつも駆けつけ、戦闘時に不利と見るや、実体のある映像で敵の目をくらます「シリアス玉」を発射する。これにより当初は異世界的ムードの場面になり、BGMとしてチャイコフスキーのピアノ協奏曲第1番第1楽章（番組後半にはドヴォルザークの交響曲第9番新世界より第4楽章）が使用され、現実世界から隔絶された異世界で戦いがされる演出がなされた。
21話から32話にかけては現実世界がモチーフとなり、ムテキングがその場所に合わせた格好で登場した。33話以降で日本に舞台が移ってからは、ホットケソーサーの証言によれば「シリアス玉のストックがなくなった」という理由のため、代わりに形勢を逆転させる「救援玉」が用いられるようになった。
最終話で任務を終えたタコローと共にタコ星へ帰る途上、タコローに本部からの地球駐在官任命の辞令を伝え、共に地球へUターンして遊木一家と再会した。
サイザンス/サイコーダー
ホットケソーサー搭載メカの一つで、最も出番が多かった。サイ型のメカだが自意識は無い。搭載メカの中で唯一変形機能を有し、状況に応じて高速航空機・サイコーダーに変形する。メデタイン・コンチューターも含めて、ムテキングがコクピット外に乗る事も多かったため、彼の脳波等を感知しての動作が可能と推測される。
メデタイン
搭載メカの一つ。サイザンス同様、自意識は持たない。鯛のような姿だが、水上・水中以外でも活動できる。飛行能力もあるため変形しない。33話以降で日本に舞台が移ってからは大分出番が多くなった。
コンチューター
自意識の無い搭載メカの一つ。昆虫のタマムシのような姿（ただし口はストロー状）でハンミョウのようなカラーリング。元々、空戦用メカであるため飛行時に鞘翅は拡げるものの変形はしない。搭載メカ3機中、最も出番が少なかった。
トカゲッテル
声 - 千葉繁
途中から出場した救援メカ。トカゲのような姿。変形しない。自意識を持ち、自分のことを「ボクちゃん」と呼ぶ。身体は小さく、威勢よく出動しては一撃でやられたり、あるいはゴム獣メカに呆気なく踏み潰されることがほとんどでまず助けにならないため、その存在を忘れられていた事すらあった（逆に出撃を拒否した事もあった）。ただ、53話では勝敗を決する場面で必殺技を繰り出し大活躍を演じており、他の話でも回によってはやられずに活躍した回もあった（11話など）。

### 遊木一家
遊木 小晴（ゆうき こはる）
声 - 小宮和枝
リンとサニーの母。かなりの美貌の持ち主で、二児の母とは思えないほどプロポーションも抜群。海辺で水着になった姿を見て、息子であるリンですら「綺麗だね」と本心から褒めたこともある。
仕事はヨンフランシスコ警察署長。出番のほとんどが警察署で、クロダコブラザーズ達の起こした怪事件の対応に追われていた。ダメ息子であるサニーは悩みの種。
後に警察署長としての手腕を買われて日本へ転勤を命ぜられ、サニー以外の家族全員で日本に引っ越すことになる。クロダコ達との立ち回りでは後手を踏んでしまうことが多いものの、それ以外では大変優秀な人材であり、来日早々市民栄誉賞を貰うほど仕事はやり手である。
リンからムテキングとして活躍していることを明かされても、ムテキングの存在含めて全く信じていない。
遊木 団吉（ゆうき だんきち）
声 - 田の中勇
リンとサニーの父で学者。タコベーダーの地球侵略を記したタコジキの解明に没頭していた。時折発明もするが役には立たない。
遊木 サニー（ゆうき サニー）
声 - 納谷六朗
歳の離れたリンの兄で一家の長男。ヨンフランシスコ刑事。敏腕刑事を自称するが実はドジでおっちょこちょいの無能刑事。母のことを署内でも「ママ」と呼び、「署長と呼びなさい」と叱られている。母・小晴にとって、そのあまりの無能ぶりは最大の悩みの種であり、「刑事としての修行が足りない」という理由で家族が日本へ行く33話では仲間外れにされ、ヨンフランシスコに取り残されるものの、55話でモンスターハウス（かつてのクロダコのアジト）と古寺（現在のクロダコアジト）の間にあった異次元空間「テレポテチューブ」を通って再会した。
ミッチー
声 - 筒井たか子
リンとサニーのいとこであり遊木家の養女。団吉の友人の、今は亡き考古学者の娘であることが30話で明らかになっている。タコローに気に入られ、過剰なアプローチを受けている。リンを慕っており、彼が行く先はどこでも着いてくる。
ヌーボン
声 - 中村武己
語尾に「～ボン」と喋る犬。ミッチーに惚れており、タコローとはライバル。何かにつけて張り合っていたが、時には協力するときもある。

### クロダコブラザーズ
タコ星より地球征服にやって来た悪の四兄妹。体色は本来、タコローと同じピンクだが、邪悪な心を持っているために黒い体色になっている。変身能力があり、征服作戦の実行時は数百匹のチビダコと共に、地球人の姿で活動する。ただし途中から、人前に出る必要がある場合以外は素の姿のままで戦うことに。笑うときは口を両手で左右に広げ「ウジジジ」と笑う。兄弟の結束は固く、一致団結して作戦に当たる。タコミが家出した際、そのショックのあまり地球征服すら放棄したほど。
生物型の「ゴム獣メカ」に乗り込み、地球侵略作戦や主人公との戦闘を行った。この名は『科学忍者隊ガッチャマン』に登場する「鉄獣メカ」のもじりと推測される。なお、当初はクロダコブラザーズの搭乗するクロダコメカが変身していたが、12話からはタコミ以外のメンバーが変身するパターンが登場、19話からはそれが本格化した。それに伴い、悪魔などの非生物タイプや人型タイプも現れ、一部回では複数体が同時に登場するようになった。ちなみに複数体＆複数の人物で変身した場合はクロダコメカ変身時や単独で変身した時のゴム獣メカと異なりコックピット部分がない。なお、18話のみホットケソーサーの偽者「ヤットコソーサー」が変身している。41話のみ4人全員でという形で、タコミも含めて変身を行っている。
当初はヨンフランシスコのお化け屋敷に棲みついていた。3度ヨンフランシスコ警察に逮捕されるも、2話では護送車から自力で脱出、7話では猫に変身して監獄から脱走、9話では見張っていたサニーからタコミが拳銃を奪い脅しながらサニーを拘束した後、カラスに変身して護送車から脱出している。舞台が日本に移った後半では古寺がアジトになる。
まぬけな印象が強いが技術力や戦闘力は極めて高く、一夜にして都市の機能を麻痺させるほどの工作を何回もやってのけている。しかし毎回、地球人に対する誤解を前提に作戦を実行しているため、例えば16話では「人間は雨に濡れると蒸発する」と勘違いして雨を降らせるだけの作戦をする、など、結果的に害の薄い迷惑行為程度にしかなっていない。また、回が進むにつれて作戦の規模は小さくなっていき、日本に来た際は単なるご町内のイベントに参加し、タコローを邪魔する程度のものになってしまう。
タイムボカンシリーズの三悪同様に憎めない悪役キャラであり、四苦八苦しながら征服活動に励む。ムテキングに敗れた後は毎回、応援を請う台詞を言いながら飛んでいく。また、33話より、敗北決定の瞬間、彼らのアップ画像が映し出される（34話より、それぞれタコキチ・タコマロ・タコサク・タコミの順で「や！」「ら！」「れ！」「た～！」と一言ずつのセリフが追加された）。
最終話では敗北後に逮捕されタコ星へ連行される。その際は刑期を終えたら真面目になってもう一度地球へ行こうと兄弟で誓い合い、「俺たち本当は地球が好きだった」と名残を惜しみながら地球を後にした。
タコキチ
声 - 大平透
長男で兄妹のリーダー。一人称は「ワシ」。大柄な体格でヒゲを生やしており、マントを羽織っていて威厳が漂う。顔の色は赤。常にムテキングに嫉妬しており、「ムケテング」とおちょくる。権力欲があり、ヒットラーに対する敬礼のように号令をかけたこともあった。言葉遊び的なギャグを得意としておりさまざまなギャグを放つ。兄弟の中で一番タコミに甘く、タコミのムテキングへの想いを知り苦悩する場面もある。
タコマロ
声 - 辻三太郎
次男。長身でスマートな体型、一人称は「オレ」または「マロ」。顔の色は黄。耳に受信機のようなものを装着していたり、銃を常に背負って装備しているが使ったことは一度も無い。性格はキザだが真面目で兄弟内ではツッコミやサポート担当。その分脇に回ることが多くメインの話は無かった。シナリオの都合上色々なスキルを覚えており、タコ極拳の達人で車のA級ライセンスを持っている。タコキチと組むことが多い。
タコサク
声 - 青森伸
三男。小柄で丸い体型。一人称は「オラ」。顔の色はほぼ黒だがメガネは青。常に東北訛りで喋る。6話からはタイトルコールもしていた。兄弟内でのボケ担当。
タコミと組むことが多い。機械に関する腕は一流でメカ製作を担当している。自分だけいつも変身しているとぼやくシーンがあったが、実際はそれほどでもない。51話では実質上の主役を張り、人間の女の子を好きになり恋に生きようとしたが悲恋に終わる。
タコミ
声 - 高坂真琴
長女で末っ子。赤いサングラスをかける。一人称は「アタイ」。ムテキングに惚れており、時折、彼を見て人間型に変身し「妄想シーン」に入る他、彼への愛と兄達との狭間で苦悩する。時々ムテキングに肩入れする事が勝利を逃す原因になってしまうが、兄達から溺愛されているためにあまり追及されない。あまり戦闘に乗り気でないが本来の実力はかなりのものであり、ムテクイーンと戦った際にはやる気の無い兄達を尻目にローラースケートの弱点まで突いた容赦のない攻撃を浴びせ、あっという間に戦闘不能に追い込み最終決戦でも人間型に変身し剣を武器にムテキングと互角に戦っている。
ムテキングの方でも彼女に気のありそうな素振りを見せることもあるが、最後には兄たちと一緒に彼女も成敗している。とはいえ、最終決戦でタコミの苦悩を知り複雑な表情を見せていたこともある。なお、リンとも何回か顔を合わせているが、彼がムテキングの正体であることにはまったく気付いておらず、何の特別な感情も持っていない。だが、最終回でリンに投げ飛ばされた際は「小型ムテキング様みたい」と言っている。
チビダコ
クロダコブラザーズの子分でやはり体色は黒。頭の丸いオス、頭の尖ったオス、リボンをつけて胸のあるメスの3種類が存在する。クロダコと同じく墨を吐いて鼻の大きな小人に変身。建設、機械工作からクロダコ踊りまで何でもこなす。モンスターと一緒にモンスターズを踊ってタコマロに怒られるなど無邪気に見えるが工作員としては優秀で、ヨンフランシスコの都市機能を何回もマヒさせた。しかし、クロダコの作戦の規模が縮小するにつれて活躍の場が減っていき、日本では寺の鐘をつくくらいしか出番が無かった。そんな中、52話でのコロニー建設や最終決戦の際に改造した荒れ寺でタコローを迎えうつ時に再び活躍する。

### モンスターのみなさん
お化け屋敷の先住者。屋敷で優雅に暮らしていたところ、ある日突然やって来たクロダコに平穏を破られる。14話で仲間に加わるが協同で戦ったのはこの1話のみで、あとはただ「モンスターズ」を歌いに出てくるかノンビリしているだけ。33話で日本へ向ったクロダコとは別れたが、あまり悲しくなかった模様。55話で再会したものの、テレポテチューブでヨンフランシスコのお化け屋敷へ帰った。
ドラキュラ
声 - 笹岡繁蔵
女ドラキュラ
狼男（おおかみおとこ）
フランケンシュタイン
ミイラ男
声 - 田の中勇

### ナレーション
キャスターマン（1話 - 32話）/おまつりマン（33話 - 56話）
声 - 安原義人
ナレーション、もしくは狂言回し的存在のキャラクター。軽妙かつハイテンションな語り口が物語を引き立てた。
キャスターマン時代の口癖は「ヤァヤァヤァ、突然では有りますが…サンキュー!」、おまつりマン時代の口癖は「おめでとうございます…ハァ、めでたいめでたい」。

### その他
サユリ
声 - 横沢啓子（現・よこざわけい子）
リンのヨンフランシスコでのクラスメイト。一度タコローの手違いでムテクイーンになった事がある。
ゼニスキー
声 - 永井一郎

店長
声 - 扇谷敏

ヨーコ
声 - 高木早苗

アン
声 - 高木早苗

ジョニー
声 - 丸山裕子

ミキ
声 - 滝沢久美子

タコローの父
声 - 小野丈夫

ユリコ
声 - 高木早苗

タコローの上司
声 - 加藤治

フローカー
声 - 今西正男

イフ
声 - 上田みゆき

鬼熊
声 - たてかべ和也

熊
声 - 今西正男

二面相
声 - 龍田直樹

タコローの母
声 - 有崎由見子

のぼる
声 - 松岡洋子

ケンジ
声 - 古川登志夫

ゴサク
声 - 槐柳二

花園さゆり
声 - 大橋芳枝

小川
声 - 八奈見乗児

六郎 -
声 - 田中真弓

ひろし
声 - 尾崎佳子

辰
声 - 大宮悌二

内山田かずお
声 - 松原雅子

かずおの母
声 - 友近恵子

清美
声 - 島津冴子

勘右エ門
声 - 今西正男

ミカ
声 - 滝沢久美子

マネージャー
声 - 納谷六朗

クロダコブラザーズの両親
声 - 永井一郎、筒井たか子

ゴロー
声 - 塩沢兼人

カエデ
声 - 土井美加

ハイジャッカー
声 - たてかべ和也、屋良有作、西川幾雄

よしお
声 - 白川澄子

## スタッフ
- 製作：吉田健二
- 企画：九里一平、柳川茂
- 原作：タツノコプロ企画室（連載誌 - 『てれびくん』[注釈 1]、『小学館学習雑誌』）
- キャラクターデザイン：九里一平、下元明子
- 美術デザイン：多田喜久子
- メカニックデザイン：大河原邦男
- 作画総監修：宮本貞雄
- 作画監督：河合静男
- 音楽：はやしこば
- プロデューサー：九里一平、宮田知行
- チーフディレクター：原征太郎
- 特殊効果：村上正博、原島寿美江、平田実、山口晴之、天野一郎
- 色指定：山津真岐子、長岡恵、菊地真理、大久保とし美、藤田恵子
- 検査：上村祐子、和田典子、新井典子、川方恵子、大久保とし美、内田まり子、相馬一美、西内和香
- 編集：谷口肇、村上豊、山谷善彦、三木幸子、鶴渕友彰、田代正美
- 進行：横田清一、阿部英次、中田和久、澤井幸次、佐久間敏郎、青木健、米田和正、高橋正宗、山口克己、篠幸裕、新井正彦、田中宏之、平野謙一、徳本秀行、山川順一、小笠原譲
- 制作協力：プロダクションルーズ
- 録音ディレクター：水本完
- 効果：加藤昭二（アニメサウンドプロダクション）
- 録音：兼子芳博
- 現像：東洋現像所
- 担当：内間稔、大野実（読売広告社）、小林正典→田村常夫（タツノコプロ）
- 制作：タツノコプロ、フジテレビ

## 主題歌

### 主題歌
オープニングテーマ - 「ローラーヒーロー・ムテキング」
作詞 - 康珍化 / 作曲・編曲 - 渡辺宙明 / 歌 - 水木一郎、フィーリング・フリー
作品中でも井上和彦のメインボーカルで何度か歌われた。また、14話でサユリが女性ムテキング「ムテクイーン」に変身した際には、サユリの声を担当していた横沢啓子が歌う替え歌「ローラーヒロイン・ムテクイーン」が流れた。
この曲をアレンジしたものが、テレビ大阪制作・テレビ東京系『きらきらアフロ』のオープニングで流れた事があった。
また、テレビ東京系番組『ピラメキーノ』のコーナー「ワンターゲッツ」に出てくるドッヂマンの入場曲としても使用されている。
『青春ラジメニア』（ラジオ関西）のコーナー「お宝レコードリクエスト」のコーナージングルはこの曲の替え歌で、歌唱は同じ水木一郎。
エンディングテーマ - 「おれたちゃクロダコブラザーズ」
作詞 - 丘灯至夫 / 作曲・編曲 - 渡辺宙明 / 歌 - こおろぎ'73

### 挿入歌
「タコローダンシング」
作詞 - 秋元康 / 作曲 - 渡辺宙明 / 編曲 - いちひさし / 歌 - 大杉久美子
当時、放送作家だった秋元康の事実上の作詞家デビュー作となった楽曲。
「クロダコ踊りPART1」
作詞 - 原征太郎、柳川茂 / 作曲・編曲 - はやしこば / 歌 - 大杉久美子、こおろぎ'73
「モンスター・パーティー」
作詞 - 柳川茂 / 作曲・編曲 - はやしこば / 歌 - こおろぎ'73
「勇気があれば」
作詞 - 丘灯至夫 / 作曲 - 渡辺宙明 / 編曲 - いちひさし / 歌 - 水木一郎、ザ・チャープス
「戦士ムテキング」
作詞 - 康珍化 / 作曲 - 渡辺宙明 / 編曲 - いちひさし / 歌 - 井上和彦、フィーリング・フリー
「クロダコ踊りPART2」
作詞 - 原征太郎、柳川茂 / 作曲・編曲 - はやしこば / 歌 - 佐々木譲、こおろぎ'73
「ジョギング・サンデー」
作詞 - 柳川茂 / 作曲・編曲 - はやしこば / 歌 - 井上和彦、ザ・チャープス
「ゆけゆけムテキング」
作詞 - 丘灯至夫 / 作曲 - 渡辺宙明 / 編曲 - いちひさし / 歌 - 水木一郎、ザ・チャープス
主題歌・挿入歌の全曲を収録したLPレコードが、「ムテキングとんでもジョッキー」の副題で1981年1月に発売された。

## 各話リスト
| 話数 | サブタイトル              | 脚本         | 演出                | 原画作監 作監 | 動画作監     | 美術担当                       | 登場メカ （変身したキャラ）                                                          |
| ---- | ------------------------- | ------------ | ------------------- | ------------- | ------------ | ------------------------------ | ------------------------------------------------------------------------------------ |
| 1    | とんで出動!ムテキング     | 佐藤和男     | 真下耕一            | -             | 薄井義雄     | 桜井真理子 宮川佳子 石川富美子 | ゴム獣メカ キングゴムラ                                                              |
| 2    | 不思議なつり革大騒動      | 酒井あきよし | 鈴木弘              | -             | 薄井義雄     | 桜井真理子 宮川佳子            | カエル型ゴム獣メカ                                                                   |
| 3    | 食前食後にまた食べろ      | 酒井あきよし | 貞光紳也 香川豊     | -             | 薄井義雄     | 桜井真理子 宮川佳子            | ブタ型ゴム獣メカ                                                                     |
| 4    | ニセ情報で征服だ!         | 首藤剛志     | 真砂智康 津田義三   | -             | 薄井義雄     | 佐藤輝信 宮川佳子              | 羽アリ型ゴム獣メカ アリドラン                                                        |
| 5    | 大波小波で大洪水!         | 山本優       | 永樹凡人 植田秀仁   | -             | 薄井義雄     | 多田喜久子                     | トカゲ型ゴム獣メカ ドラベロン                                                        |
| 6    | ヘンテコ身の上相談        | 酒井あきよし | 石田正平            | -             | 薄井義雄     | 桜井真理子 山元健生            | タヌキ型ゴム獣メカ                                                                   |
| 7    | でたらめ野球!0対0         | 山崎晴哉     | 貞光紳也 吉田健次郎 | -             | -            | 宮本清司                       | サメ型ゴム獣メカ サメジョーズ                                                        |
| 8    | ジャングル大パニックだ!   | 酒井あきよし | 真砂智康 香川豊     | -             | 薄井義雄     | 佐藤広明 石川富美子            | トラコドン型ゴム獣メカ トラコンドン                                                  |
| 9    | 遊べ遊べみんなで遊べ!     | 山崎晴哉     | 貞光紳也 津田義三   | -             | 薄井義雄     | 佐藤輝信 宮川佳子              | バッファロー型ゴム獣メカ バッファローラー                                            |
| 10   | タコは宇宙の大魔王!?      | 首藤剛志     | 山崎和男 吉田健次郎 | -             | -            | 宮本清司                       | エイリアン型ゴム獣メカ グニャホーダー                                                |
| 11   | 驚き!地球はロボットだらけ | 酒井あきよし | 植田秀仁            | -             | 薄井義雄     | 桜井真理子 山元健生            | 始祖鳥型ゴム獣メカ シソノドン                                                        |
| 12   | 出た!クロダコ屋敷の大怪人 | 林政行       | 林政行 香川豊       | 林政行        | 薄井義雄     | 佐藤広明 石川富美子            | フランケン型ゴム獣メカ （タコキチ）                                                  |
| 13   | みんなここ掘れ!宝が眠る   | 酒井あきよし | 植田秀仁            | -             | 千明孝一     | 佐藤輝信 宮川佳子              | ムテキング型ゴム獣メカ タコキング                                                    |
| 14   | 新ヒーロー?女性ムテキング | 山本優       | 真下耕一 鈴木弘     | 加藤茂        | 千明孝一     | 桜井真理子 山元健生            | 悪魔型ゴム獣メカ デビルスモンスター                                                  |
| 15   | 雪やコンコンみんなで冬眠  | 山崎晴哉     | 山崎和男 吉田健次郎 | -             | -            | 宮本清司                       | サラマンダー型ゴム獣メカ サラコンドラ                                                |
| 16   | 新説!雨にぬれれば人間蒸発 | 高木良子     | 貞光紳也 津田義三   | -             | 千明孝一     | 佐藤広明 石川富美子            | 蜘蛛型ゴム獣メカ イトハキンダー                                                      |
| 17   | 車で楽すりゃ人間どうなる? | 酒井あきよし | 遠藤克己 吉田健次郎 | 中村孝        | -            | 宮本清司                       | タイヤ型ゴム獣メカ タイヤキング                                                      |
| 18   | お祭りワッショイ!みな踊れ | 酒井あきよし | 真砂智康 香川豊     | 酒井明雄      | 千明孝一     | 桜井真理子 山元健生            | ヤットコソーサー ↓ ムカデ型ゴム獣メカ ムカデング 偽メデタイン 妨害メカ・イモリッテル |
| 19   | クロダコの満点ヘルメット  | 首藤剛志     | 山崎和男 植田秀仁   | 須田正己      | 千明孝一     | 佐藤輝信 宮川佳子              | 一つ目入道 （タコキチ）                                                              |
| 20   | 人気絶頂!クロダコサウンド | 山本優       | 貞光紳也 湯山邦彦   | 江古田豊      | 白井孝二     | 東潤一                         | 音符型ゴム獣メカ クロダコサウンド （タコキチ）                                       |
| 21   | 爆笑!クロダコ大サーカス   | 山崎晴哉     | 遠藤克己 吉田健次郎 | 古川達也      | -            | 宮本清司                       | 巨大ライオンロボ （タコキチ）                                                        |
| 22   | 迷路!大人も子供もみな迷子 | 酒井あきよし | 遠藤克己 香川豊     | -             | 香川浩       | 佐藤広明 石川富美子            | カメゴンロボ （タコサク）                                                            |
| 23   | 幸運を開くタコ星の石      | 高木良子     | 津田義三            | -             | 千明孝一     | 桜井真理子 山元健生            | 猛牛型ゴム獣メカ （タコマロ）                                                        |
| 24   | タコローの根性マラソン    | 山崎晴哉     | 草遊馬 吉田健次郎   | 冨沢雄三      | -            | 宮本清司                       | 八本足獣タコドート （タコマロ）                                                      |
| 25   | 風雲!イーグル山の大決闘   | 山崎晴哉     | 貞光紳也 植田秀仁   | 加藤茂        | 香川浩       | 佐藤輝信 宮川佳子              | カマキリ型ゴム獣メカ カマロキラシ （タコマロ）                                       |
| 26   | 絶交だよホットケソーサー  | 首藤剛志     | 山崎和男 石田正平   | 酒井明雄      | 千明孝一     | 佐藤広明 石川富美子            | サソリ型ゴム獣メカ サソリゴン （タコキチ）                                           |
| 27   | 実現!クロダコのユートピア | 酒井あきよし | 山崎和男            | 中村孝        | -            | 宮本清司                       | 変身怪獣ゴンベガラス （タコサク）                                                    |
| 28   | ようこそ!クロダコ竜宮城   | 山本優       | 林政行 香川豊       | 林政行        | 佐久間しげ子 | 桜井真理子 山元健生            | カニ型メカ （タコキチ）                                                              |
| 29   | 成功!クロダコの月面征服   | 山崎晴哉     | 植田秀仁            | 須田正己      | 佐久間しげ子 | 佐藤広明 石川富美子            | 鎧武者型メカ・カブトオニ （タコキチ）                                                |
| 30   | さよならミッチー          | 藤田まり子   | 遠藤克己 吉田健次郎 | 古川達也      | -            | 宮本清司                       | 馬型メカ スーパータコジャイアントホース （タコキチ）                                 |
| 31   | ああ悲恋!タコミの純愛     | 首藤剛志     | 貞光紳也 石田正平   | -             | 佐久間しげ子 | 桜井真理子 山元健生            | 怪獣型メカ・ゴドジラ（タコキチ） モドスラ（タコマロ） ラドンラー（タコサク）         |
| 32   | 再起不能!?クロダコ完敗    | 山本優       | 山崎和男            | 冨沢雄三      | -            | -                              | クラゲ型ゴム獣メカ クラゲマン （タコキチ→タコサク）                                  |
| 33   | いくぞ日本!大移動         | 山本優       | 香川豊              | -             | 佐久間しげ子 | 佐藤輝信 宮川佳子              | 仁王型メカ・ニオーダー （タコキチ）                                                  |
| 34   | 白銀ファミリー大レース    | 山本優       | 貞光紳也 植田秀仁   | 加藤茂        | 佐久間しげ子 | 佐藤広明 石川富美子            | 樹氷型メカ2体 （タコキチ、タコマロ）                                                 |
| 35   | 生か死か!?KO牧場の死闘    | 山崎晴哉     | 遠藤克己 津田義三   | -             | 佐久間しげ子 | 桜井真理子 山元健生            | 熊型ゴム獣メカ・クマーゴン （タコサク）                                              |
| 36   | スリル!恐怖のトラック野郎 | 山崎晴哉     | 山崎和男            | 古川達也      | -            | -                              | 巨大怪物ドクガーン （タコマロ）                                                      |
| 37   | 堂々オープン!タコロー警察 | 佐藤和男     | 樋口雅一            | 須田正己      | 佐久間しげ子 | 佐藤輝信 宮川佳子              | 鬼型メカ・オニサンダー （タコサク）                                                  |
| 38   | ややや?タコローのお母さん | 山本優       | 樋口雅一 香川豊     | -             | 佐久間しげ子 | 佐藤広明 石川富美子            | 海蛇怪獣ウツボーン （タコサク）                                                      |
| 39   | 大もうけ!?クロダコ遊覧船  | 山本優       | 樋口雅一            | -             | 佐久間しげ子 | 桜井真理子 山元健生            | ナマズ型メカ・ナマズメロン （タコキチ）                                              |
| 40   | ケンカおみこし大混戦      | 山本優       | 貞光紳也 津田義三   | -             | -            | 宮川佳子                       | 御輿担ぎ型メカ3体 （タコキチ、タコマロ、タコサク）                                   |
| 41   | 飛べ飛べ気球!大レース     | 藤田まり子   | 植田秀仁 香川豊     | 加藤茂        | 佐久間しげ子 | 石川富美子                     | 涙の兄弟愛ビルメカトキオン （4人全員）                                               |
| 42   | バカうけ?タコロー紙芝居   | 山崎晴哉     | 山崎和男 樋口雅一   | -             | 佐久間しげ子 | 桜井真理子                     | タコ型ゴム獣メカ ハラグロタコーダー （タコキチ）                                     |
| 43   | 大空に咲け!人情花火       | 高木良子     | 香川豊              | -             | 佐久間しげ子 | 宮川佳子                       | 風神メカ、雷神メカ （タコキチ、タコマロ）                                            |
| 44   | 大特売!クロダコマンション | 首藤剛志     | 樋口雅一            | -             | 佐久間しげ子 | 石川富美子                     | 岩石巨人マンションダー （タコキチ）                                                  |
| 45   | 涙!下町電車の引退         | 山本優       | 石田正平            | -             | 佐久間しげ子 | 宮川佳子                       | ヌエメカ （タコキチ）                                                                |
| 46   | 華麗!クロダコの夏休み     | 藤田まり子   | 樋口雅一            | -             | 佐久間しげ子 | 桜井真理子                     | ヤマアラシ型メカ ヤマアラジン （タコサク）                                           |
| 47   | 釣り師タコロー            | 山崎晴哉     | 津田義三            | -             | 佐久間しげ子 | 石川富美子                     | ノコギリザメ型怪物 ノコギリザメーン （タコサク）                                     |
| 48   | パンダが消えた!透明マント | 武末勝       | 植田秀仁 香川豊     | 加藤茂        | 佐久間しげ子 | 宮川佳子                       | モグラーン （タコサク）                                                              |
| 49   | 芝居小屋の灯を消すな      | 高木良子     | 貞光紳也 津田義三   | 須田正己      | 佐久間しげ子 | 桜井真理子                     | ライオンダー （タコマロ）                                                            |
| 50   | 感動!クロダコ涙の親孝行   | 佐藤和男     | 貞光紳也            | -             | 佐久間しげ子 | 桜井真理子                     | 魔女型メカ・マジョルダー （タコキチ）                                                |
| 51   | 初恋!タコサク純情物語     | 酒井あきよし | 香川豊              | -             | 佐久間しげ子 | 宮川佳子                       | ジュンレイダー （タコサク）                                                          |
| 52   | 和解!?クロダコのSOS       | 山本優       | 樋口雅一 石田正平   | 野崎恒仲      | 佐久間しげ子 | 桜井真理子                     | アーレー彗星 （タコキチ）                                                            |
| 53   | ムテキンゲーム必勝法      | 首藤剛志     | 貞光紳也 津田義三   | 佐久間信計    | 佐久間しげ子 | 宮川佳子                       | 軍人型メカ（タコマロ） 兵士型メカ（タコサク） 悪役レスラー型メカ（タコキチ）         |
| 54   | レスキュー隊嵐の対決!     | 山崎晴哉     | 遠藤克己 香川豊     | -             | 佐久間しげ子 | 宮川佳子                       | クロダコ怪獣・メカノドン （タコキチ）                                                |
| 55   | 大追跡!テレポテチューブ   | 山本優       | 山崎和男 津田義三   | -             | 佐久間しげ子 | 桜井真理子                     | 機関車型メカ・タコジョーキ （タコサク）                                              |
| 56   | これで見おさめ!大決戦     | 山崎晴哉     | 貞光紳也            | 加藤茂        | 佐久間しげ子 | 桜井真理子                     | 合体メカ怪物・ミツクビーン （タコキチ、タコマロ、タコサク）                          |

## 商品化
本放送当時、ムテキング、タコロー、ホットケソーサー、トカゲッテル、サイザンス（サイコーダー）、メデタイン、コンチューター等の玩具がポピー（現・バンダイ）から超合金、ポピニカブランドで製品化されていた。
2002年、DVD BOXがパイオニアLDCより発売された。
2017年2月にもフロンティアワークスからデジタルリマスター版DVDBOXが発売されている。

## 放送局
系列は本番組終了時（1981年9月）、放送時間は個別に出典が提示されている局を除き1981年9月終了時点のものとする。
| 放送対象地域  | 放送局         | 系列                                         | 放送時間                                                                                    | 備考                   |
| ------------- | -------------- | -------------------------------------------- | ------------------------------------------------------------------------------------------- | ---------------------- |
| 関東広域圏    | フジテレビ     | フジテレビ系列                               | 日曜 18:00 - 18:30                                                                          | 制作局                 |
| 北海道        | 北海道文化放送 | フジテレビ系列                               | 日曜 18:00 - 18:30                                                                          |                        |
| 秋田県        | 秋田テレビ     | フジテレビ系列 テレビ朝日系列                | 日曜 18:00 - 18:30                                                                          | [ 注釈 2 ]             |
| 山形県        | 山形テレビ     | フジテレビ系列                               | 日曜 18:00 - 18:30                                                                          |                        |
| 宮城県        | 仙台放送       | フジテレビ系列                               | 日曜 18:00 - 18:30                                                                          |                        |
| 新潟県        | 新潟総合テレビ | フジテレビ系列 テレビ朝日系列                | 水曜 18:30 - 19:00（1981年3月まで） → 日曜 18:00 - 18:30（1981年4月から）                   | [ 注釈 3 ]             |
| 長野県        | 長野放送       | フジテレビ系列                               | 日曜 18:00 - 18:30                                                                          |                        |
| 静岡県        | テレビ静岡     | フジテレビ系列                               | 日曜 18:00 - 18:30                                                                          |                        |
| 富山県        | 富山テレビ     | フジテレビ系列                               | 日曜 18:00 - 18:30                                                                          |                        |
| 石川県        | 石川テレビ     | フジテレビ系列                               | 日曜 18:00 - 18:30                                                                          |                        |
| 福井県        | 福井テレビ     | フジテレビ系列                               | 日曜 18:00 - 18:30                                                                          |                        |
| 中京広域圏    | 東海テレビ     | フジテレビ系列                               | 日曜 18:00 - 18:30                                                                          |                        |
| 近畿広域圏    | 関西テレビ     | フジテレビ系列                               | 日曜 18:00 - 18:30                                                                          |                        |
| 島根県 鳥取県 | 山陰中央テレビ | フジテレビ系列                               | 日曜 18:00 - 18:30                                                                          |                        |
| 岡山県 香川県 | 岡山放送       | フジテレビ系列                               | 日曜 18:00 - 18:30                                                                          |                        |
| 広島県        | テレビ新広島   | フジテレビ系列                               | 日曜 18:00 - 18:30                                                                          |                        |
| 愛媛県        | 愛媛放送       | フジテレビ系列                               | 日曜 18:00 - 18:30                                                                          | [ 注釈 4 ]             |
| 福岡県        | テレビ西日本   | フジテレビ系列                               | 日曜 18:00 - 18:30                                                                          |                        |
| 佐賀県        | サガテレビ     | フジテレビ系列                               | 日曜 18:00 - 18:30                                                                          |                        |
| 熊本県        | テレビ熊本     | フジテレビ系列 日本テレビ系列 テレビ朝日系列 | 日曜 18:00 - 18:30                                                                          |                        |
| 宮崎県        | テレビ宮崎     | フジテレビ系列 日本テレビ系列 テレビ朝日系列 | 日曜 18:00 - 18:30                                                                          |                        |
| 沖縄県        | 沖縄テレビ     | フジテレビ系列                               | 日曜 18:00 - 18:30                                                                          |                        |
| 青森県        | 青森放送       | 日本テレビ系列 テレビ朝日系列                | 土曜 17:00 - 17:30                                                                          |                        |
| 岩手県        | 岩手放送       | TBS系列                                      | 木曜 17:30 - 18:00                                                                          | [ 注釈 5 ]             |
| 福島県        | 福島テレビ     | TBS系列 フジテレビ系列                       | 土曜 17:00 - 17:30                                                                          |                        |
| 山梨県        | 山梨放送       | 日本テレビ系列                               | 月曜 19:00 - 19:30                                                                          |                        |
| 山口県        | 山口放送       | 日本テレビ系列 テレビ朝日系列                | 木曜 17:15 - 17:45                                                                          |                        |
| 徳島県        | 四国放送       | 日本テレビ系列                               | 水曜 17:30 - 18:00                                                                          |                        |
| 高知県        | 高知放送       | 日本テレビ系列                               | 土曜 17:30 - 18:00 →金曜 17:30 - 18:00（最終回時点）                                        | 1981年11月13日まで放送 |
| 長崎県        | テレビ長崎     | フジテレビ系列 日本テレビ系列                | 金曜 18:30 - 19:00（1981年3月中旬 - 4月上旬時点） → 金曜 17:30 - 18:00（1981年9月終了時点） |                        |
| 大分県        | 大分放送       | TBS系列                                      | 金曜 17:20 - 17:50                                                                          |                        |
| 鹿児島県      | 鹿児島テレビ   | フジテレビ系列 日本テレビ系列 テレビ朝日系列 | 土曜 17:55 - 18:25                                                                          |                        |

2021年秋よりリブート作品『MUTEKING THE Dancing HERO』が放送開始することを記念して、2021年7月よりTOKYO MXとテレビ大阪にて、一部の回を抜粋してセレクション放送が行われた。